# Keiko Takeshita
Pour les articles homonymes, voir Takeshita.
Keiko Takeshita (竹下 景子, Takeshita Keiko) est une actrice japonaise née le 15 septembre 1953 à Nagoya.

## Filmographie

### Cinéma
- 1975 : Nihon ninkyo-do: gekitotsu-hen : Okimi
- 1975 : Matsuri no junbi : Ryoko Kamioka
- 1976 : Oretachi no toki
- 1977 : Hadashi no Gen: Namida no bakuhatsu : Mikiko
- 1977 : Ningen no shômei : Shizue Nakayama
- 1978 : Burū Kurisumasu : Saeko Nishida
- 1979 : Haitatsu sarenai santsu no tegami : Mihoko Okawa
- 1979 : Eireitachi no oenka: saigo no sôkeisen : Yôko
- 1982 : Asuka e, soshite mada minu ko e
- 1982 : Kidonappu burûsu
- 1983 : C'est dur d'être un homme : Priez pour nous Tora-san : Tomoko Ishibashi
- 1987 : C'est dur d'être un homme : En route pour Hokkaidō ! : Rinko
- 1989 : C'est dur d'être un homme : Détour par Vienne : Kumiko Egami
- 1989 : Harimao
- 1993 : Ahiru no uta ga kikoete kuru yo : Chuuzai no tsuma
- 1993 : Bokyo : Kesa
- 1993 : L'École : Tajima
- 1997 : Chikyû ga ugoita hi
- 2001 : Sennen no koi: Hikaru Genji monogatari : Rokujô no Miyasundokoro
- 2005 : Ishii no otousan arigato
- 2005 : Garasu no usagi : Hide
- 2005 : Black Jack: Futari no kuroi isha : la narratrice
- 2010 : Leonie : Setsu Koizumi
- 2011 : Tantei wa bar ni iru : Yuriko Kondo
- 2012 : Hasami : Yoko
- 2015 : Yuzuriha no koro
- 2016 : Satoshi: A Move for Tomorrow : Tomiko Murayama
- 2017 : Flower and Sword : Nun Jochin
- 2018 : One Son
- 2019 : Kazoku wari : Matsuko Doshita
- 2023 : Afterglows : la personnalité radiophonique

### Télévision
- 1972 : Akechi tantei jimusho: Edogawa Rampo zenshû
- 1978 : Yokomizo Seishi shirîzu (3 épisodes)
- 1981-1982 : Kita no Kuni Kara : Yukiko Miyame (22 épisodes)
- 1985 : Sanada Taiheiki : Ono no Otsu (45 épisodes)
- 1989 : Nemuri Kyôshirô : Mihoyo
- 1993 : Oka no ue no himawari (12 épisodes)
- 2000 : Taiyo wa shizumanai : Teruko Masaki (11 épisodes)
- 2002 : Friends : la mère de Tomoko
- 2004 : Hi no Tori : Hi no Tori
- 2006 : Wagahai wa shufu de aru : Chiyoko Yana (40 épisodes)
- 2007 : Konnichiha, kâsan : Yasuko (4 épisodes)
- 2009 : Sazae-san : Fune
- 2009-2011 : Saka No Ue No Kumo : Sada Akiyama (4 épisodes)
- 2013 : Keiji 110 Kiro : Akane Shiraishi (8 épisodes)
- 2013 : Asaki yume mishi (10 épisodes)
- 2015 : From Kobe : Mayumi Takeuchi
- 2015 : Manmakoto: Tatsunosuke Saiteicho (10 épisodes)
- 2023 : Let's Get Divorced

## Doublage
- 1980 : Phénix, l'oiseau de feu : le Phénix
- 1981 : Le Lac des cygnes : princesse Odette
- 2010 : Arrietty : Le Petit Monde des Chapardeurs : Sadako
- 2011 : La Colline aux coquelicots : Hana Matsuzaki
- 2013 : Le vent se lève : la mère de Jirô
- 2023 : Le Garçon et le Héron (君たちはどう生きるか, Kimi-tachi wa dō ikiru ka?) de Hayao Miyazaki